# Jaltomata antillana
Jaltomata antillana ist eine Pflanzenart aus der Gattung Jaltomata in der Familie der Nachtschattengewächse (Solanaceae). Sie ist auf den Großen Antillen endemisch.

## Beschreibung
Jaltomata antillana ist eine einjährige, krautige Pflanze, die Wuchshöhen von 1 m oder mehr erreicht. Die Stängel sind drei- bis fünfkantig und fein behaart. Die Laubblätter sind eiförmig, 6 bis 15 cm lang und 4 bis 9 cm breit. Nach vorn hin ist die Blattspreite spitz bis kurz zugespitzt, die Basis ist abgerundet oder nahezu abgeschnitten und geht verschmälert in den 2 bis 5 cm langen Blattstiel über. Der Blattrand ist nahezu ganzrandig oder geschwungen-gezähnt, wobei die Zähne dreieckig und stumpf und die Schwingungen rund sind. Beide Blattseiten sind fein behaart.
Die Blütenstände bestehen aus drei bis fünf Blüten, die Blütenstandsstiele sind bis zu 15 mm, die Blütenstiele 6 bis 12 mm lang. Der Kelch hat eine Länge von 4 bis 4,5 mm, die Kelchblätter sind auf 1/3 bis 2/5 der Länge miteinander verwachsen. Die Krone ist weiß gefärbt, breit glockenförmig und etwa 5 mm lang. An der Basis der Kelchlappen sind diese eingefaltet.
Die Früchte sind 6 bis 8 mm große, rote Beeren, die von einem auf 14 mm vergrößerten Kelch begleitet werden.

## Vorkommen
Die Art kommt auf allen Inseln der Großen Antillen vor.